# Bianca Netzler
Bianca Jane Netzler (14 de julho de 1974 na Nova Zelândia) é um ex-ciclista de estrada que representou Samoa. Ela competiu nos Jogos Olímpicos de Verão de 2000 na corrida de estrada das mulheres. Em 1998, ela ganhou a medalha de prata na prova de contra-relógio nos Jogos da Commonwealth em Kuala Lumpur. Ela também correu para a Nova Zelândia nos 1993 campeonatos júniors do mundo. Em 1998, ela correu para duas equipes: APSTT Moselle Champion e Opstalan.